# YUTAKA
YUTAKA（ユタカ）は神奈川県出身のギタリスト、作曲家、編曲家。1984年、神奈川県生まれ、小田原市出身。本名・佐藤豊。

## バイオグラフィ
高校卒業後プロの音楽家に弟子入り、20歳頃よりプロ活動開始。様々なアーティストのサポート演奏、レコーディングに携わる。近年では、大橋純子、美川憲一、水前寺清子、豊島たづみ、安蘭けいなどのライブ、レコーディングから、乃木坂46、欅坂46、MAY'S、鹿乃、BOYS AND MEN、ニコラス・エドワーズなどJ-POPアーティストのライブサポート、レコーディングまで幅広い音楽を手がける。ホテルルートイン、アシックスTexcy luxe、BOSE、ムーンスター、Mode et JacoboなどのCM及びプロモーションムービーの音楽も手がける。

## 来歴
2013年
- バンドUNNATURALとして、上海で行われた楽器展示会Music Chinaに日本のエフェクターブランドZOOMのブースに出演。

2014年
- NPO法人「EGAO PLANET」のメンバーになる[1]。
- ウェブ雑誌「IKEBE DIGITAL POWER」にバンドUNNATURALとしてのライブレポートが特集され、YUTAKAの写真も掲載される[2]。

2015年
- CLIFF EDGE feat 美川憲一 「さそり座の女」、CLIFF EDGE feat 水前寺清子 「三百六十五歩のマーチ」の編曲を担当。

2016年
- 六本木ヒルズのフラワーバレンタインイベントに出演[3]。

2017年
- ニコラス・エドワーズ初のアコースティックライブにサポートギタリストとして参加[4]。
- 片桐舞子ソロライブでサポートギタリストとして参加[5]。
- 日本テレビ「チカラウタ」『大人気ロッチ中岡から番組に依頼!工場を営む73歳の父に伝えたい想い』にて作曲担当、制作打ち合わせにシーン出演[6]。

2019年
- テレビ朝日「題名のない音楽会」"ハーモニカ女子たちの休日"にて山下伶のサポート演奏出演[7]。
- 海蔵亮太初のワンマンライブでサポートギタリストとして参加[8]。

2020年
- ヤマハ SYNCROOMのウェブCMに ITSUKAのセッション相手として出演[9]。
- アナログレコード・ファイナルファンタジーIII -Four Souls-の「悠久の風」編曲・ギター参加

2021年
- 株式会社NAOHAYAを設立

## ディスコグラフィ
| タイトル                                                                                         | 発表年 | レーベル                         |
| ------------------------------------------------------------------------------------------------ | ------ | -------------------------------- |
| すぐに眠れる音楽 最高の睡眠 睡眠の質を上げぐっすり寝るα波の音と 深く眠る睡眠導入リラックスギター | 2020   | Healing Relaxing BGM Channel 335 |
| おしゃれ海カフェBGM 夏っぽいサーフミュージックでリラックスおうち時間! /                          | 2021   | Healing Relaxing BGM Channel 335 |

## レコーディング参加作品
| タイトル       | リリース日     | アーティスト |
| -------------- | -------------- | ------------ |
| イマニミテイロ | 2018年3月7日   | 欅坂46       |
| 三角の空き地   | 2018年8月8日   | 乃木坂46     |
| 娘より         | 2017年2月15日  | Uru          |
| ペペロンチーノ | 2020年6月3日   | 川嶋あい     |
| 午前0時        | 2020年12月11日 | ひらめ       |

## 作曲
| タイトル                                       | リリース日     | アーティスト |
| ---------------------------------------------- | -------------- | ------------ |
| シリウス /永遠のセレナーデ                     | 2015年1月14日  | CLIFF EDGE   |
| SAKURA /風神/月華美人 （アルバム「SAMURIZE」） | 2017年10月25日 | 竜馬四重奏   |